# Marine Biology
Marine Biology est une revue scientifique allemande qui publie internationalement des contributions originales dans tous les domaines de la biologie marine. Une importance particulière est accordée aux articles qui favorisent la compréhension de la vie dans la mer, organisme-environnement, les interactions entre les organismes, et le fonctionnement de la biosphère marine. Même si les articles de recherche originaux constituent l'épine dorsale de Marine Biology, articles méthodologiques, avis et commentaires sont également les bienvenus, à condition qu'ils répondent aux mêmes critères d'originalités, de pertinence et de qualité que les articles de recherche scientifique.
Le rédacteur en chef en est Ulrich Sommer de l'Institut Leibniz des Sciences marines. 

## Domaines couverts
Les aspects intéressant ce périodique comprennent notamment :
- Biochimie et Géochimie du milieu marin
- Écologie des populations et des communautés marines
- Écologie et physiologie marine
- Biologie du comportement des organismes marins (Éthologie)
- Développement et cycles de vie des organismes marins
- Biochimie et physiologie des organismes marins
- Évolution des organismes marins
- Génétique des populations des organismes marins
- Protection marine
- Recherches technologiques concernant la biologie marine